# Drycothaea angustifrons
Drycothaea angustifrons es una especie de escarabajo longicornio del género Drycothaea, familia Cerambycidae. Fue descrita científicamente por Breuning en 1943.
Habita en Guayana Francesa. Los machos y las hembras miden aproximadamente 12 mm. El período de vuelo de esta especie ocurre en el mes de septiembre.